# Seo Jun-young
Đây là một tên người Triều Tiên, họ là Seo.
Seo Jun-young (tên thật là Kim Sang-gu, sinh ngày 24 tháng 4 năm 1987) là một nam diễn viên Hàn Quốc. Anh được biết đến với vai trò trong bộ phim độc lập đã giành được giải thưởng Bleak Night, phim lịch sử Deep Rooted Tree, và Eighteen (còn gọi là Whirlwind).

## Điện ảnh

### Phim
| Năm  | Tiêu đề               | Vai trò         | Ghi chú                                 |
| ---- | --------------------- | --------------- | --------------------------------------- |
| 2000 | Winter Sonata         | Yong-ki         |                                         |
| 2006 | Bewitching Attraction | Suk-gyu lúc nhỏ |                                         |
| 2010 | Eighteen              | Kim Tae-hoon    |                                         |
| 2011 | Bleak Night           | Dong-yoon       |                                         |
| 2012 | My Back Page          | Umeyama         | Bản Barrier Free - Lồng tiếng tiếng Hàn |
| 2014 | Broken                | Park Hyeon-soo  |                                         |
| 2015 | Kwon Bob: Chinatown   | Ko Jeong-hyeok  |                                         |
| 2015 | Speed                 | Lee Choo-won    |                                         |

### Phim truyền hình
| Năm  | Tiêu đề                                        | Vai trò                                           | Kênh            |
| ---- | ---------------------------------------------- | ------------------------------------------------- | --------------- |
| 2005 | Biscuit Teacher and Star Candy                 | Park Jae-in                                       | SBS             |
| 2005 | Marrying a Millionaire                         | Kim Tae-hoon                                      | SBS             |
| 2006 | Sharp 3                                        | Park Yi-joon                                      | KBS2            |
| 2007 | Like Land and Sky                              | Song Ji-min                                       | KBS1            |
| 2007 | The Devil                                      | Kang Oh-soo lúc nhỏ                               | KBS2            |
| 2007 | War of Money - Bonus Round                     | Kim Byul                                          | SBS             |
| 2007 | Kimcheed Radish Cubes                          | Jung Dong-min                                     | MBC             |
| 2007 | Yeon Gaesomun                                  | Yeon Heonseong                                    | SBS             |
| 2008 | King Sejong the Great                          | Vua Suyang                                        | KBS1            |
| 2008 | My Pitiful Sister                              | Lee Deok-san lúc nhỏ                              | KBS1            |
| 2009 | A Goose's Dream                                | Min Seung-gi                                      | OBS             |
| 2009 | Again, My Love                                 | Lee Jung-hoon lúc nhỏ                             | KBS2            |
| 2009 | He Who Can't Marry                             | Tae-yeol, bạn trai cũ của Yoo-jin                 | KBS2            |
| 2009 | Soul                                           | Shin Ryu lúc nhỏ                                  | MBC             |
| 2010 | Drama Special "The Scary One, The Ghost and I" | young Kim Yong-soo                                | KBS2            |
| 2010 | Grudge: The Revolt of Gumiho                   | Chun-woo                                          | KBS2            |
| 2010 | Smile, Mom                                     | Lee Kang-so                                       | SBS             |
| 2011 | Deep Rooted Tree                               | Vua Gwangpyeong                                   | SBS             |
| 2011 | My One and Only                                | Ki Woon-chan                                      | KBS1            |
| 2012 | To the Beautiful You                           | Ha Seung-ri                                       | SBS             |
| 2013 | Drama Special "Sirius"                         | Eun-chang / Shin-woo                              | KBS2            |
| 2013 | Unemployed Romance                             | Song Wan-ha                                       | E Channel       |
| 2013 | Wang's Family                                  | Bạn tiểu học của Gwang-bak (khách mời, tập 18)    | KBS2            |
| 2014 | Drama Special "The Dirge Singer"               | Yoon Soo                                          | KBS2            |
| 2014 | Secret Door                                    | Shin Heung-bok (khách mời, tập 1-2)               | SBS             |
| 2014 | Tears of Heaven                                | Lee Ki-hyun / Cha Sung-tan                        | MBN             |
| 2015 | Super Daddy Yeol                               |                                                   | tvN             |
| 2015 | Sweet Temptation (Reborn)                      | Sang-min                                          | T-ARA Web Drama |
| 2016 | The Promise                                    | Kang Taejun                                       | KBS2            |
| 2016 | Another Oh Hae-young                           | Hae-young (gold)'s blind date (khách mời, tập 15) | tvN             |
| 2016 | Beautiful Mind                                 | Lee Sang Joon (khách mời, tập 2 và 9)             | KBS2            |

### Music video
| Năm  | Ca khúc                     | Ca sĩ      |
| ---- | --------------------------- | ---------- |
| 2004 | "Let's Break Up"            | Yoon Gun   |
| 2005 | "As We Live"                | SG Wannabe |
| 2005 | "Sin and Punishment"        | SG Wannabe |
| 2007 | "Be Burnt Completely Black" | M To M     |
| 2008 | "Lalala"                    | SG Wannabe |
| 2010 | "Good"                      | Daybreak   |

## Giải thưởng và đề cử
| Năm  | Giải thưởng                                  | Thể loại                                | Đề cử            | Kết quả   |
| ---- | -------------------------------------------- | --------------------------------------- | ---------------- | --------- |
| 2009 | 35th Seoul Independent Film Festival         | Giải ngôi sao độc lập                   | Eighteen         | Đoạt giải |
| 2011 | 32nd Blue Dragon Film Awards                 | Diễn viên mới xuất sắc                  | Bleak Night      | Đề cử     |
| 2011 | 19th Korean Culture and Entertainment Awards | Diễn viên mới xuất sắc                  | Bleak Night      | Đoạt giải |
| 2013 | KBS Drama Awards                             | Diễn viên xuất sắc trong drama đặc biệt | Sirius           | Đề cử     |
| 2014 | KBS Drama Awards                             | Diễn viên xuất sắc trong drama đặc biệt | The Dirge Singer | Đề cử     |